# Ragnar Aaby-Ericsson
Ragnar Bernhard Aaby-Ericsson, [Aaby uttalas; o:'by], född den 3 december 1887 på Gåvetorp i Lekaryds socken i Kronobergs län, död där 3 maj 1954, var en svensk officer och politiker. Han var son till riksdagsmannen Aaby Ericsson och Anna, född Hay. Gift med Sylva Frost.
Aaby Ericsson tog studentexamen i Växjö 1907 och blev därefter officer vid Kronprinsens husarregemente, ryttmästare 1924 och major i armén 1941. Han var förvaltare vid föräldragården Gåvetorps gods och tegelbruk och ägde Dansjö gods i Lekaryd.
Ragnar Aaby-Ericsson var landstingsman i Kronobergs län 1934–1954 och tillhörde riksdagens första kammare som representant för högerpartiet 1949–1950, invald i Kronobergs läns och Hallands läns valkrets. Han skrev åtta egna motioner i riksdagen företrädesvis om jordbruksfrågor.
Han var vice ordförande i RLF, Riksförbundet Landsbygdens folk.